# Moiré printanier
Pour les articles homonymes, voir Moiré.
Erebia triarius
Espèce
Le Moiré printanier (Erebia triarius) est un lépidoptère (papillon) appartenant à la famille des Nymphalidae.

## Systématique
Le nom valide complet (avec auteur) de ce taxon est Erebia triarius von Prunner, 1798. L'espèce a été initialement classée dans le genre Papilio sous le protonyme Papilio triarius de Prunner, 1798.
Erebia triarius a pour synonymes :
- Erebia bonellii Hübner, 1827
- Erebia caeca Oberthür, 1909
- Erebia depupillata Schultz, 1908
- Erebia eurykleia Fruhstorfer, 1909
- Erebia evias subsp. venaissina Fruhstorfer, 1917
- Erebia evias Godart, 1822
- Erebia granjana Oberthür, 1909
- Erebia hispanica Gumppenberg, 1888
- Erebia hispanica Zapater, 1883
- Erebia letincia Fruhstorfer, 1910
- Erebia orientalis Rebel, 1914
- Erebia ottonis Fruhstorfer, 1909
- Erebia penalarae Poulton, 1904
- Erebia pyrenaica Staudinger, 1871
- Erebia rebeli Warren, 1932
- Erebia reducta Eisner, 1946
- Erebia triaria subsp. evias (Godart, 1923)
- Erebia triaria subsp. pyrenaica Staudinger, 1901
- Erebia triaria subsp. triaria
- Erebia triarius subsp. evias (Godart, 1823)
- Erebia triarius subsp. triarius
- Erebia triarius subsp. venaissina Fruhstorfer, 1917
- Erebia venaissina Fruhstorfer, 1917
- Erebia victorialis Fruhstorfer, 1921
- Papilio evias Godart, 1823
- Papilio triarius de Prunner, 1798
- Satyrus evias Godart, 1823

## Description
Le Moiré printanier est un petit papillon, marron foncé barré d'une bande postpostdiscale de couleur orange ornée d'ocelles noirs centrés de blanc de taille inégale, généralement cinq aux antérieures et quatre aux postérieures.
Le revers des antérieures est identique, celui des postérieures est marron, sans ornementation, plus foncé chez le mâle, plus clair chez la femelle.

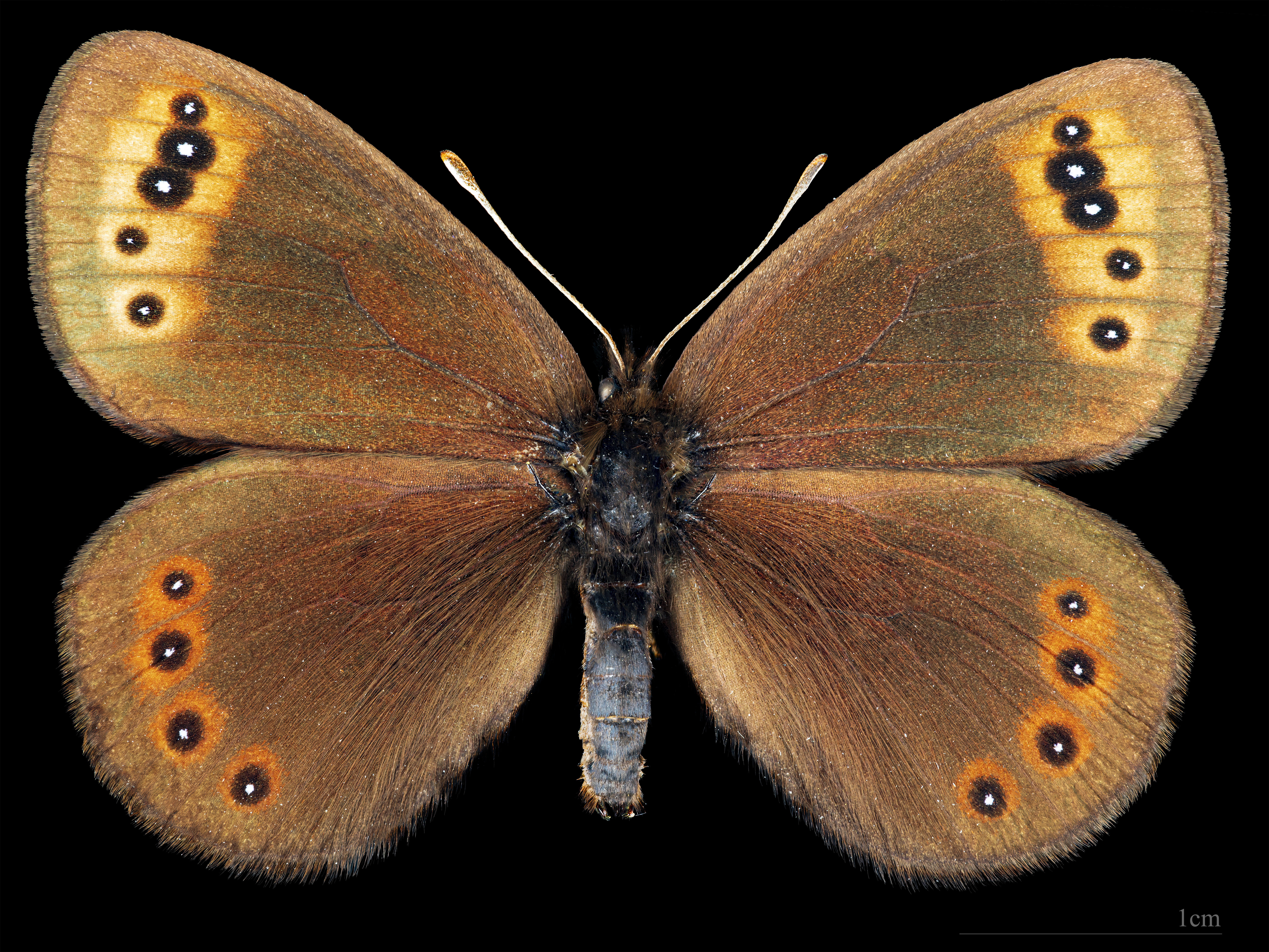
Erebia triarius mâle, Muséum d'histoire naturelle de Toulouse.
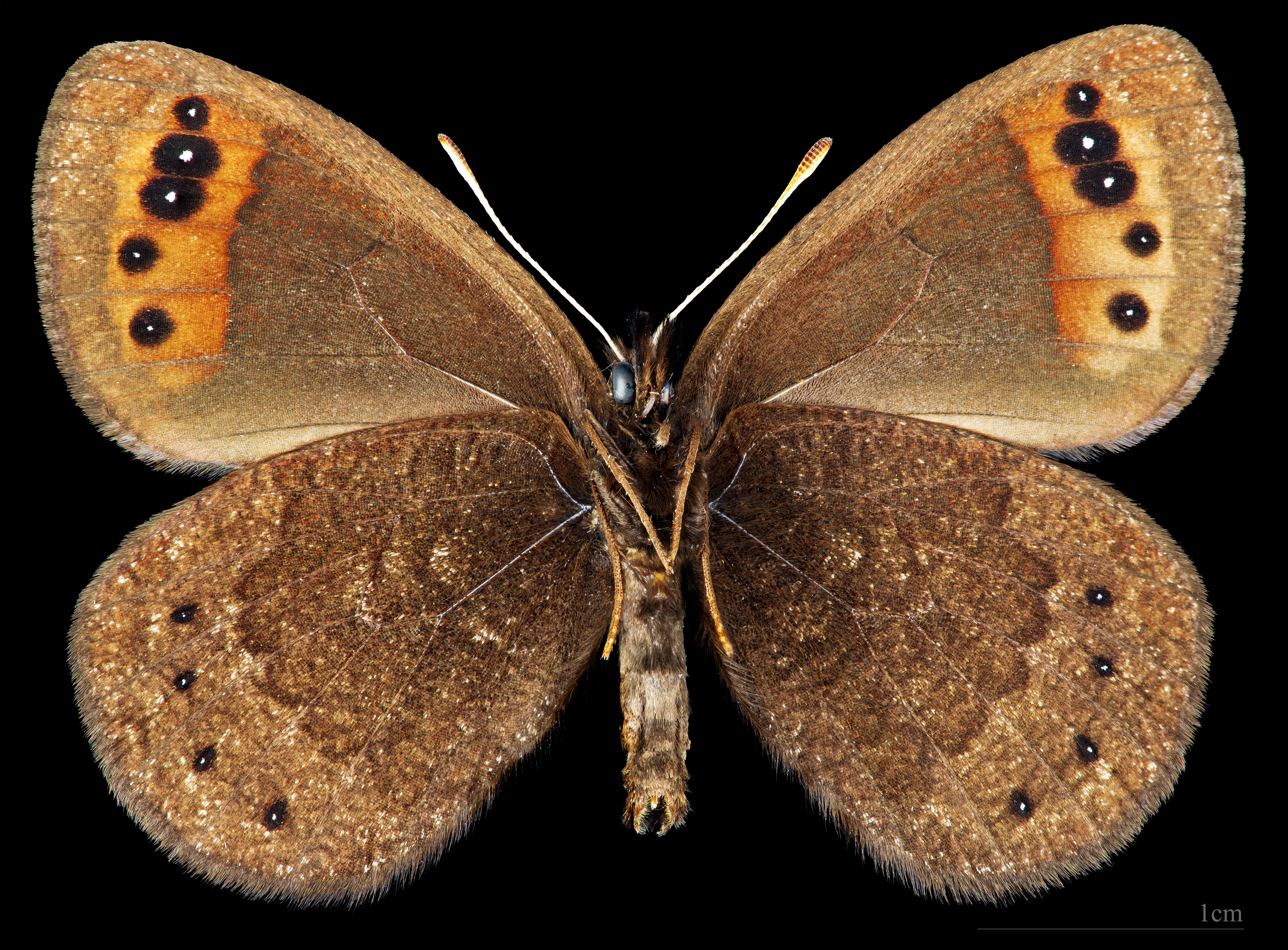
Erebia triarius mâle △[pas clair].

## Biologie

### Période de vol et hivernation
Il vole de mi-avril à mi-juillet suivant le lieu et l'altitude.

### Plantes hôtes
Les plantes hôtes des chenilles sont diverses poacées (graminées) : Festuca ovina, Poa pratensis et des Stipa.

## Écologie et distribution
Il est présent dans le sud de l'Europe sous forme de nombreux isolats dans le nord du Portugal et de l'Espagne, sud de la France et de la Suisse, nord de l'Italie, sud de l'Autriche, ouest de la Slovénie, sud de la Bosnie et de la Serbie et Albanie,.
En France métropolitaine il est présent dans les Pyrénées, départements des Pyrénées-Atlantiques, Hautes-Pyrénées, Haute-Garonne, Ariège Aude et Pyrénées-Orientales,et les Alpes, départements des Hautes-Alpes, Alpes-de-Haute-Provence, Alpes-Maritimes, Savoie, Isère, Drôme et Vaucluse.

### Biotope
Il réside dans les clairières.

### Protection
Pas de statut de protection particulier.